# Turritopsis nutricula
Turritopsis nutricula је врста хидрозоа, која има специфичан животни циклус у коме се, као медуза, после сексуалне репродукције враћа у стадијум полипа. Ово је једина позната врста метазоа које има могућност потпуног враћања из стадијума сексуалне зрелости до сексуалне незрелости. Овај процес обавља  трансдиференцијацијом ћелија. Теоретски овај циклус може да се обавља бесконачно, тако да би јединка могла да буде биолошки бесмртна.
Turritopsis nutricula примарно потиче са Кариба, али се раширила широм света.

## Опис
има пречник тела 4-5 милиметара. Тело је звонастог облика. Телесни зидови су неуобичајено танки за хидрозое. Младе јединке имају само 8 тентакула, док одрасле јединке имају 80-90 тентакула.

## Бесмртност
Сцифомедузе обично умиру након размножавања. Међутим врста Turritopsis nutricula је развила могућност да се врати у стадијум полипа. Ова могућност да се окрене животни циклус је вероватно јединствена у животињском свету и омогућава овој врсти да постане биолошки бесмртна.

## Распрострањеност
се налази у тропским водама океана широм света. Верује се да је дошло до ширења ареала ове врсте уз помоћ бродова.